# Frans Sammut

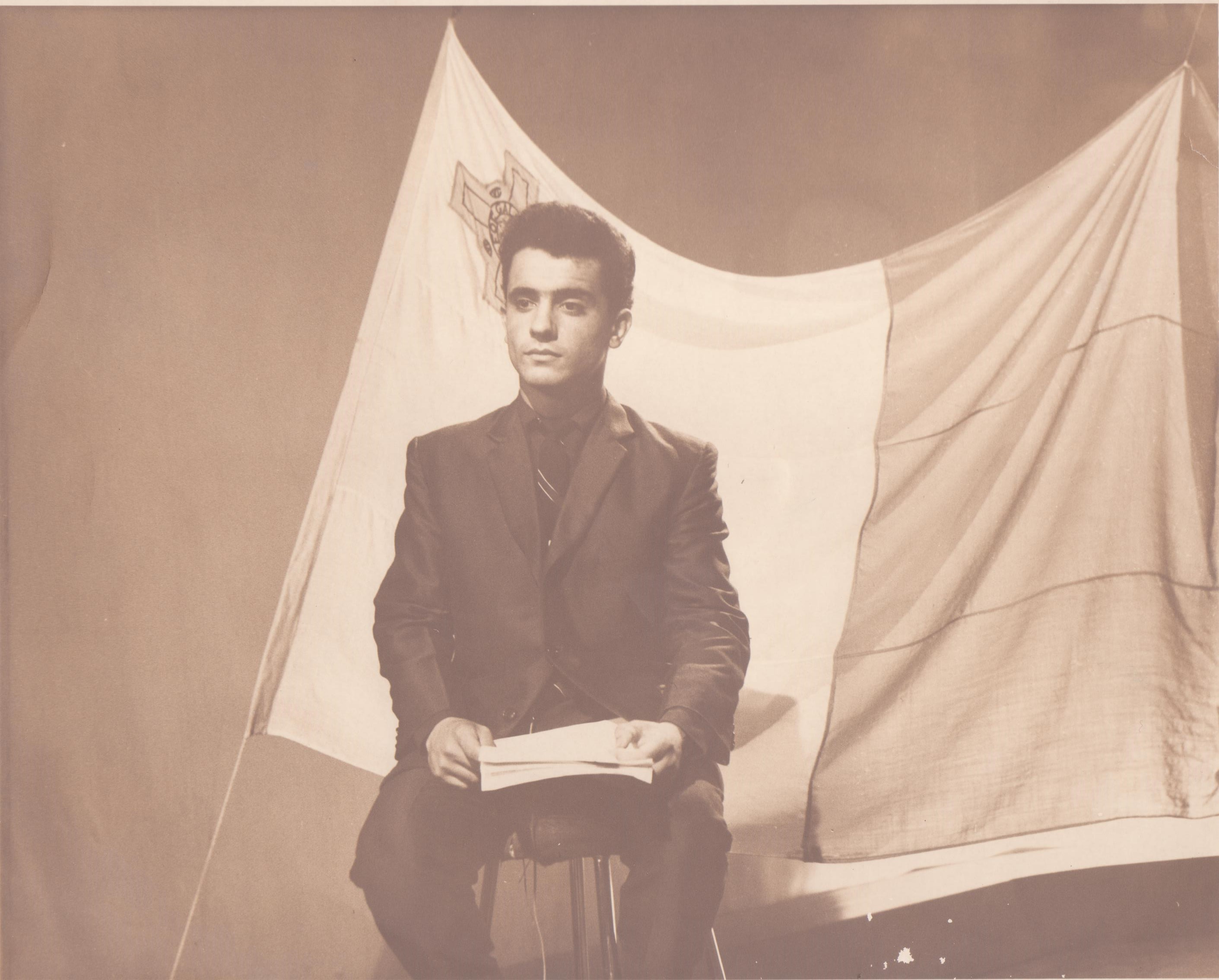
Malta's Modern National Author, Frans Sammut, and the Maltese Flag - late 1960s/early 1970s

Frans Sammut (Ħaż-Żebbuġ, Malta 19 de Novembro de 1945 – 4 de Maio de 2011) foi um romancista e escritor de não-ficção maltês."

## Vida

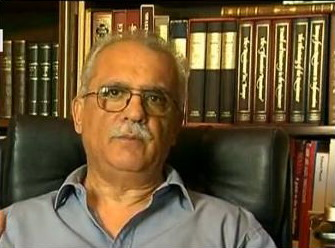
Frans Sammut, 2010

Sammut tornou-se famoso no final dos anos sessenta, enquanto co-fundador do Movimento Literário Revivalista (Moviment Qawmien Letterarju). Posteriormente, desempenhou funções de Secretário na Academia de Língua Maltesa (Akkademja tal-Malti).
Sammut terminou a sua carreira na área do ensino, na qualidade de Director de Escola, tendo ainda desempenhado funções de Consultor Cultural do Primeiro-Ministro de Malta entre 1996 e 1998.
Em 2010, tornou-se membro da Sociedade Internacional de Napoleão.
O escritor foi casado com Catherine Cachia, de quem teve dois filhos, Mark e Jean-Pierre.

## Obra
Frans Sammut publicou numerosas obras, incluindo os romances topo de vendas tais como: Il-Gaġġa (A Gaiola), que serviu de base ao filme de 1971 de Mario Philip Azzopardi, Samuraj, vencedor do Prémio Rothmans, Paceville, galardoado com a Medalha Literária do Governo e Il-Ħolma Maltija (O Sonho Maltês), sobre o qual o crítico literário Norbert Ellul-Vincenti considerou não existir na literatura maltesa nada com a sua magnitude.  O antigo Primeiro-Ministro e dramaturgo Alfred Sant considera o referido romance a obra-prima de Sammut e a autora e poetisa britânica Marjorie Boulton classifica o romance como sendo uma "obra colossal."
Sammut publicou igualmente colectâneas de pequenos contos, nomeadamente Labirint  (Labirinto), Newbiet (Estações) e Ħrejjef Żminijietna (Contos dos Nossos Tempos).
Entre as suas obras não ficcionais destacam-se Ir-Rivoluzzjoni Franċiża: il-Ġrajja u t-Tifsira (A Revolução Francesa: História e Significado), Bonaparti f'Malta (Bonaparte em Malta), cuja versão traduzida em francês, Bonaparte à Malte, foi publicada em 2008, e On The Da Vinci Code (2006), uma crítica bilingue (em inglês e maltês) ao sucesso de vendas internacional. Sammut editou igualmente a obra Lexicon de Mikiel Anton Vassalli. Vassalli (falecido em 1829) é considerado o Pai da Língua Maltesa. Em 2006, Sammut publica a tradução da obra Moedas, aforismos e provérbios Maltese
(Motti, Aforismi e Proverbii Maltesi) de Vassalli com o título Għajdun il-Għaqal, Kliem il-Għerf u Qwiel Maltin. Em 2007, 'a tradução da sua obra Il-Ħolma Maltija (com o título La Malta Revo) representou Malta na colecção de obras literárias clássicas em Esperanto publicada pela Mondial Books de Nova Iorque. Em 2008, a sua obra Il-Gaġġa foi publicada pela quinta vez. Em 2009, Sammut apresentou uma reinterpretação revolucionária do poema de Pietru Caxaro, Xidew il-qada (igualmente conhecido por Il-Kantilena), o mais antigo documento escrito em maltês.
Sammut traduziu obras importantes para o teatro: Phèdre de Racine (Fedra) (1978) and A Ralé de Maxim Gorky, ambos representados no Teatro Manoel, Valletta, sob a direção o poeta Mario Azzopardi.
Peter Serracino Inglott, antigo Reitor da Universidade de Malta, Professor de Filosofia e um conceituado intelectual maltês afirmou:
O génio de Sammut residia na sua capacidade de, ao jeito de um bobo da corte voltairiano, transformar uma personagem histórica numa espécie de vector carnavalesco de uma máscara ironicamente maior que a vida. O leitor é levado a admirar o lado frontal das personalidades que são normalmente vistas com uma solenidade absoluta. O leitor ri com cumplicidade das dúvidas, deslizes e equívocos das personagens. A mudança estilística de uma narrativa histórica para uma narrativa ficcional é eventualmente o maior desafio com que qualquer tradutor se pode deparar.

## Bibliografia

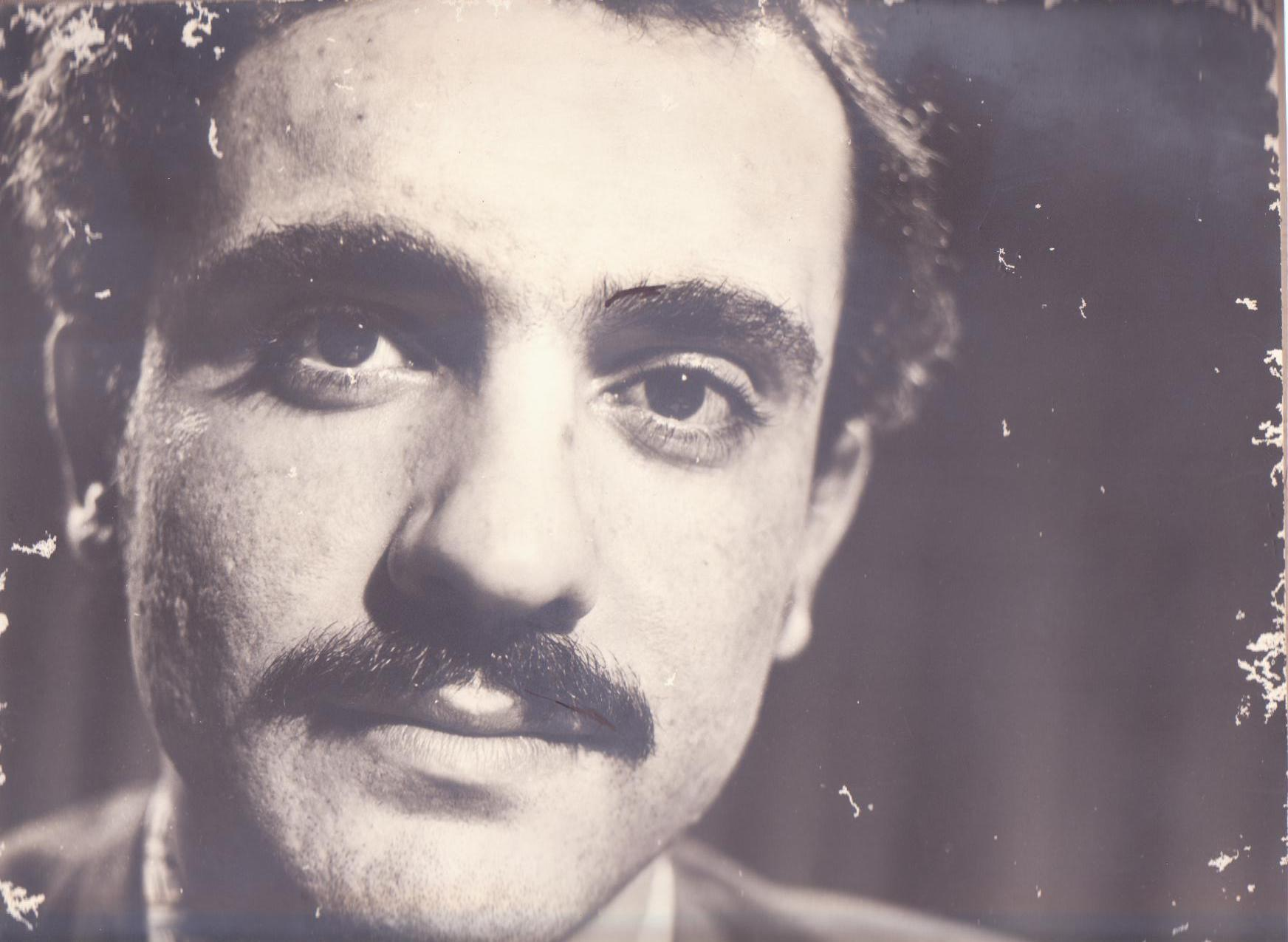
Frans Sammut em 1970, aproximadamente

Review of the first work of Frans Sammut, Labirint, published in 1968, when he was 22 years old.

## Últimas palavras
São famosas as palavras proferidas por Frans Sammut antes de falecer: “Eu e a minha mulher devíamos ir a Jerusalém, mas parece que os planos se alteraram. Agora vou para a Jerusalém Divina."
Serracino Inglott reagiu deste modo a estas palavras: "Com isto, apercebi-me de que, por vezes, as lágrimas e os risos são permutáveis."

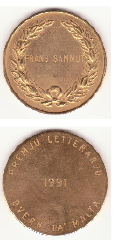
Government of Malta Literary Prize given to Frans Sammut in 1991 for the novel Paceville

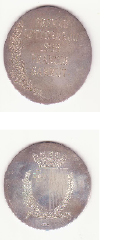
Government of Malta Literary Prize given to Frans Sammut in 1995 for Il-Ħolma Maltija